# Eilema concolor
Eilema concolor är en fjärilsart som beskrevs av Daniel 1954. Eilema concolor ingår i släktet Eilema och familjen björnspinnare. Inga underarter finns listade i Catalogue of Life.